# Hans Sachs (serolog)
Hans Sachs (ur. 6 czerwca 1877 w Katowicach, zm. 25 marca 1945 w Dublinie) – niemiecki lekarz i serolog pochodzenia żydowskiego, jeden z pionierów immunologii i serologii w Niemczech. 

## Życiorys
Urodził się jako syn kupca Eliasa Sachsa, radnego miejskiego w Katowicach w latach 1880–1894 i Flory Hausdorff. W 1895 roku ukończył Johannesgymnasium we Wrocławiu. Studia medyczne odbył na uniwersytetach we Freiburgu Bryzgowijskim, Wrocławiu i Berlinie. W 1900 roku obronił doktorat na Uniwersytecie w Lipsku, przedstawiając pracę Über das Verhalten der Laevulose im Stoffwechse (pol. O zachowaniu lewulozy w metabolizmie).
W 1905 roku rozpoczął pracę w Instytucie Terapii Eksperymentalnej we Frankfurcie nad Menem. Tam, w 1907 roku, uzyskał tytuł profesora, a w 1914 roku profesora honorowego Uniwersytetu we Frankfurcie. W 1920 roku przeniósł się do Heidelbergu, gdzie objął stanowisko profesora w Instytucie Immunologii i Badań nad Surowicami oraz został dyrektorem naukowym w Instytucie Eksperymentalnych Badań nad Rakiem.

## Wkład w medycynę
Sachs odegrał kluczową rolę w zrozumieniu i klasyfikacji grup krwi, co stało się fundamentem dla bezpiecznych transfuzji i transplantologii. Wspólnie z Alfredem Klopstockiem założył w Heidelbergu renomowane centrum serologii, które stało się wiodącym ośrodkiem badań immunologicznych w Niemczech.
Jest współtwórcą (wraz z Walterem Georgim) reakcji Sachsa-Georgiego – pierwszego praktycznego testu precypitacyjnego do serologicznej diagnostyki kiły. Metoda ta polegała na wykrywaniu przeciwciał lipoidowych i stanowiła przełom w szybkiej diagnostyce tej choroby.
Wraz z Ernstem Witebskym opracował reakcję Sachsa-Witebskiego, kolejną ważną metodę serologiczną stosowaną w diagnostyce kiły, która umożliwiła dokładniejsze wykrywanie infekcji.

## Prześladowania i emigracja
W wyniku narastających prześladowań antysemickich w nazistowskich Niemczech, w grudniu 1935 roku Sachs został pozbawiony stanowisk na Uniwersytecie i w Instytucie w Heidelbergu jako „nie-Aryjczyk”. W 1938 roku zmuszony był opuścić kraj. Emigrował najpierw do Oksfordu w Wielkiej Brytanii, a następnie osiedlił się w Dublinie, gdzie kontynuował pracę naukową do końca życia.

## Życie prywatne
W 1905 roku poślubił Adelheid Sophie Charlotte Grelling, córkę Richarda Grellinga i Margarethe Anny Simon. Mieli dwoje dzieci – syna i córkę. Jego szwagrem był matematyk Kurt Grelling.

## Dziedzictwo i upamiętnienie
Hans Sachs pozostawił po sobie bogaty dorobek naukowy, a jego badania w dziedzinie serologii i immunologii miały ogromny wpływ na rozwój medycyny. Był współwydawcą czasopisma „Zeitschrift für Immunitätsforschung”, aktywnie przyczyniając się do wymiany wiedzy naukowej. W uznaniu jego zasług został w 1932 roku członkiem Niemieckiej Akademii Przyrodników Leopoldina
W okresie przed przyłączeniem części Górnego Śląska do Polski jego nazwiskiem nazwano ulicę w Katowicach (Sachsstraße, obecnie ulica Jana Kochanowskiego).

## Literatura
- Walter Tetzlaff: 2000 Kurzbiographien bedeutender deutscher Juden des 20. Jahrhunderts. Askania-Verlag, Lindhorst 1982, ISBN 3-921730-10-4.
- Sachs, Hans. In: Werner Röder, Herbert A. Strauss (Hrsg.): International Biographical Dictionary of Central European Emigrés 1933–1945. Band 2,2. Saur, München 1983, S. 1007.